# Moniatis
Moniatis (griechisch Μονιάτης; türkisch Elmalı) ist eine Gemeinde im Bezirk Limassol in der Republik Zypern. Bei der Volkszählung im Jahr 2021 hatte sie 337 Einwohner.

## Name
Zur Herkunft des Ortsnamens gibt es zwei Versionen: Eine Version besagt, dass die Bewohner des Dorfes aus einem Kloster stammten. Dieses Kloster war wahrscheinlich das Kloster des Heiligen Vorläufers oder das Kloster des Heiligen Kreuzes. Eine andere Version besagt, dass es in der Nähe des Dorfes Hirten gab, die dort ihre Herden hüteten. Das heißt, es war der Ort, an dem die Herden zur Ruhe kamen.

## Lage und Umgebung

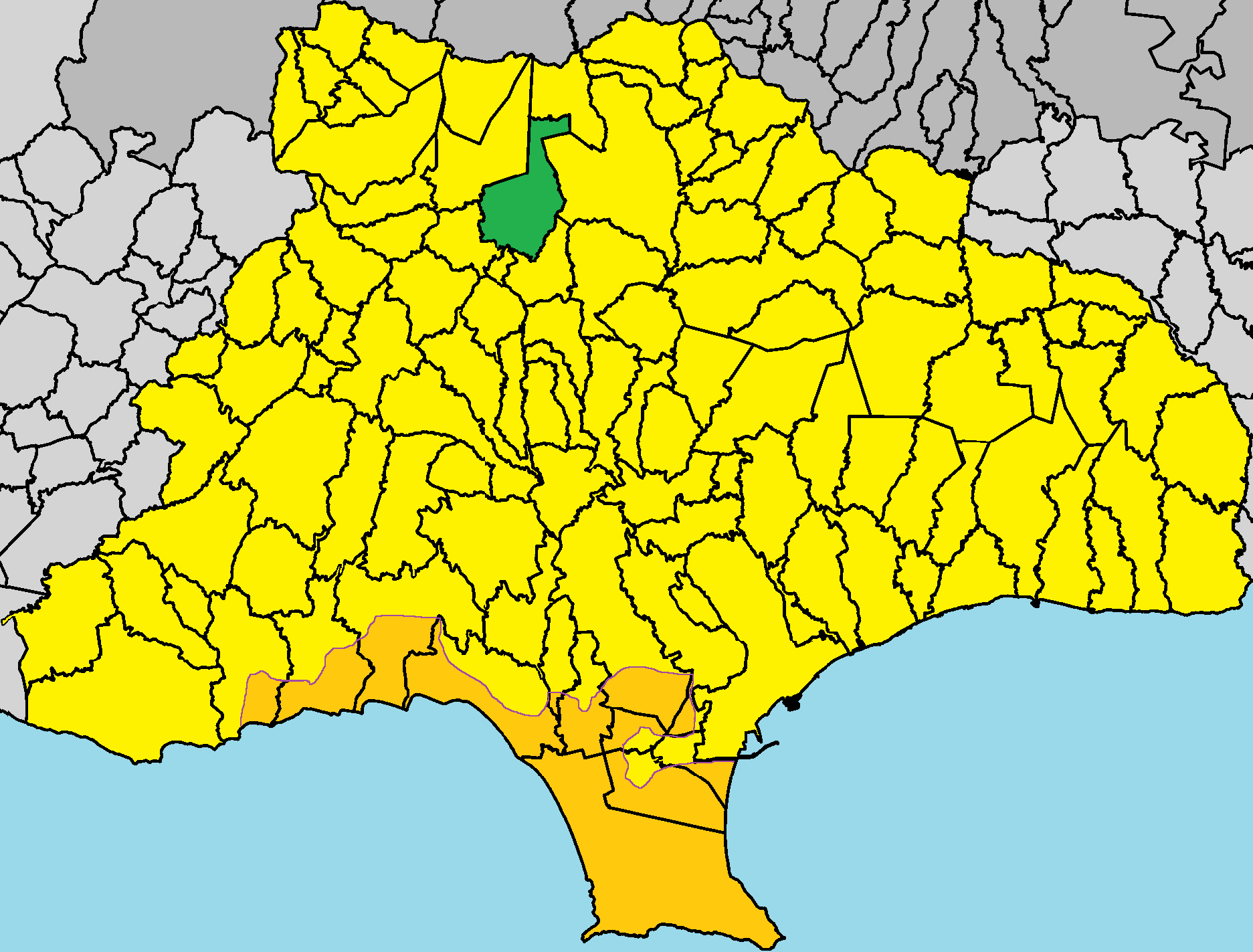
Lage im Bezirk Limassol

Moniatis liegt auf der Mittelmeerinsel Zypern auf einer Höhe von etwa 730 Metern, etwa 30 Kilometer nordwestlich von Limassol. Das etwa 14,6 Quadratkilometer große Dorf grenzt im Osten an Pelendri, im Norden an Amiandos, im Nordwesten an Pano Platres, im Südwesten an Pera Pedi und im Süden an Kouka und Trimiklini. Das Dorf kann über die Straße B8 erreicht werden.

## Geschichte
Moniatis erscheint auf venezianischen Karten. Georg Voustronios erwähnt, dass es ein Lehen von Alexander Cappadocis war. Florios Voustronios erwähnt, dass das Herrenhaus zwischen 1464 und 1468 Mutio de Constanzo gehörte. Die Siedlung Moniatis entstand Mitte des 18. Jahrhunderts, nach der Auflösung der Siedlung Saitta und der Umsiedlung ihrer Bewohner weiter nach Norden. Heutzutage gehört die Region Saittas zu den Verwaltungsgrenzen von Moniatis.
Das Dorf wird von einem Fluss durchquert, der das griechische vom türkischen Viertel des Dorfes trennt.

### Bevölkerungsentwicklung
Laut den in Zypern durchgeführten Volkszählungen erlebte die Bevölkerung des Dorfes mehrere Höhen und Tiefen. Bis 1963 war Moniatis ein gemischtes Dorf, das heißt es wurde von griechischen Zyprioten und türkischen Zyprioten bewohnt, wobei die griechischen Zyprioten die Mehrheit bildeten. Zwischen 1946 und 1960 verließen viele türkische Zyprioten das Dorf. Während der interkommunalen Unruhen von 1963–1964 verließen alle türkischen Zyprioten das Dorf und ließen sich in der türkisch-zypriotischen Enklave in Limassol nieder. Einige kehrten 1968 in ihr Dorf zurück. Nach der türkischen Invasion 1974, im Rahmen des Bevölkerungsaustauschs von 1975 zogen die in Limassol lebenden türkischen Zyprioten aus Moniatis in den nördlichen Teil der Insel. Griechisch-zypriotische Einwohner blieben in Moniatis, während sich einige griechisch-zypriotische Flüchtlinge ebenfalls niederließen.
In den letzten Volkszählungen zeigt die Einwohnerzahl des Dorfes eine steigende Tendenz. Die folgende Tabelle zeigt die Bevölkerung von Moniatis, wie sie in den in Zypern durchgeführten Volkszählungen erfasst wurde.
| Jahr      | 1881 | 1891 | 1901 | 1911 | 1921 | 1931 | 1946 | 1960 | 1976 | 1982 | 1992 | 2001 | 2011 | 2021 |
| Einwohner | 92   | 94   | 130  | 183  | 174  | 257  | 345  | 356  | 319  | 217  | 220  | 227  | 275  | 337  |